# Gare de Theillay
Gare de Theillay – przystanek kolejowy w Theillay, w departamencie Loir-et-Cher, w Regionie Centralnym, we Francji.
Jest przystankiem kolejowym Société nationale des chemins de fer français (SNCF), obsługiwanym przez pociągi TER Limousin i TER Centre.